# NGC 1057
إن جي سي 1057 (بالألمانية: NGC 1057) التي يرمز لها بالرمز NGC 1057، هي مجرة، في كوكبة المثلث.

## الاكتشاف
اكتشفت في 30 نوفمبر 1849، بواسطة ويليام بارسونز.